# Dirades tridentata
Dirades tridentata är en fjärilsart som beskrevs av Franciscus J.M. Heylaerts 1892. Dirades tridentata ingår i släktet Dirades och familjen Uraniidae. Inga underarter finns listade i Catalogue of Life.